# Фалангіна

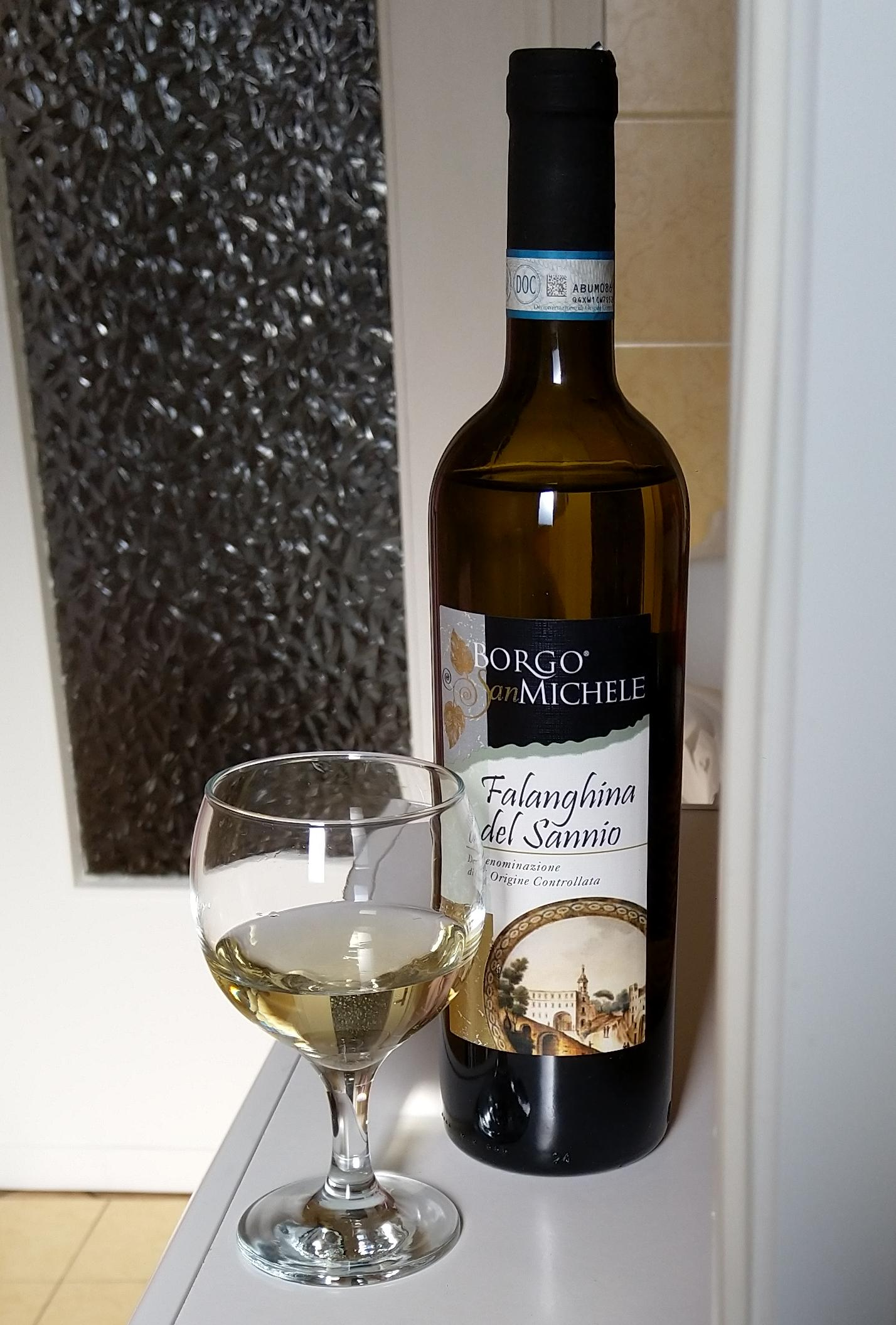
Вино з сорту фалангіна

Фалангіна (італ. Falanghina) — технічний сорт білого винограду з Італії. Його назва походить від слова «лат. falangae» — стовпчики, до яких підв'язувалась виноградна лоза.

## Історія
Фалангіна має досить давню історію. Вважається, що сорт привезли на територію Італії давні греки.

## Розповсюдження
Сорт є автохтонним для регіону Кампанія. Невеликі площі виноградників є у Апулії та Абруццо.

## Характеристики сорту
Лист клиноподібний, рідко орбікулярний, середнього або невеликого розміру, трилопатевий, рідше п'ятилопатевий. Верхня сторона гладенька, нижня — вкрита опушенням. Гроно промислової зрілості велике або середнє (18-24 см) середньої товщини, середньо компактне, частіше розріджене, циліндричне, іноді конічне через наявність короткого «крила», короткої й не дуже помітної плодоніжки. Ягода середнього розміру, сферична. Шкірка вкрита шаром кутину, жовтувато-сірого кольору. Сік безбарвний. Ягода легко відокремлюється від квітконіжки. Виноградна кісточка — грушоподібна, досить велика, 2 або 3 у ягоді. Стійкість до хвороб: виявляє певну стійкість до оїдіуму.

## Характеристики вина
З фалангіни зазвичай виробляють сухі моносортові або купажні вина. Також можуть вироблятись солодкі вина за технологією пассіто.